# 山梨岡神社 (山梨市)

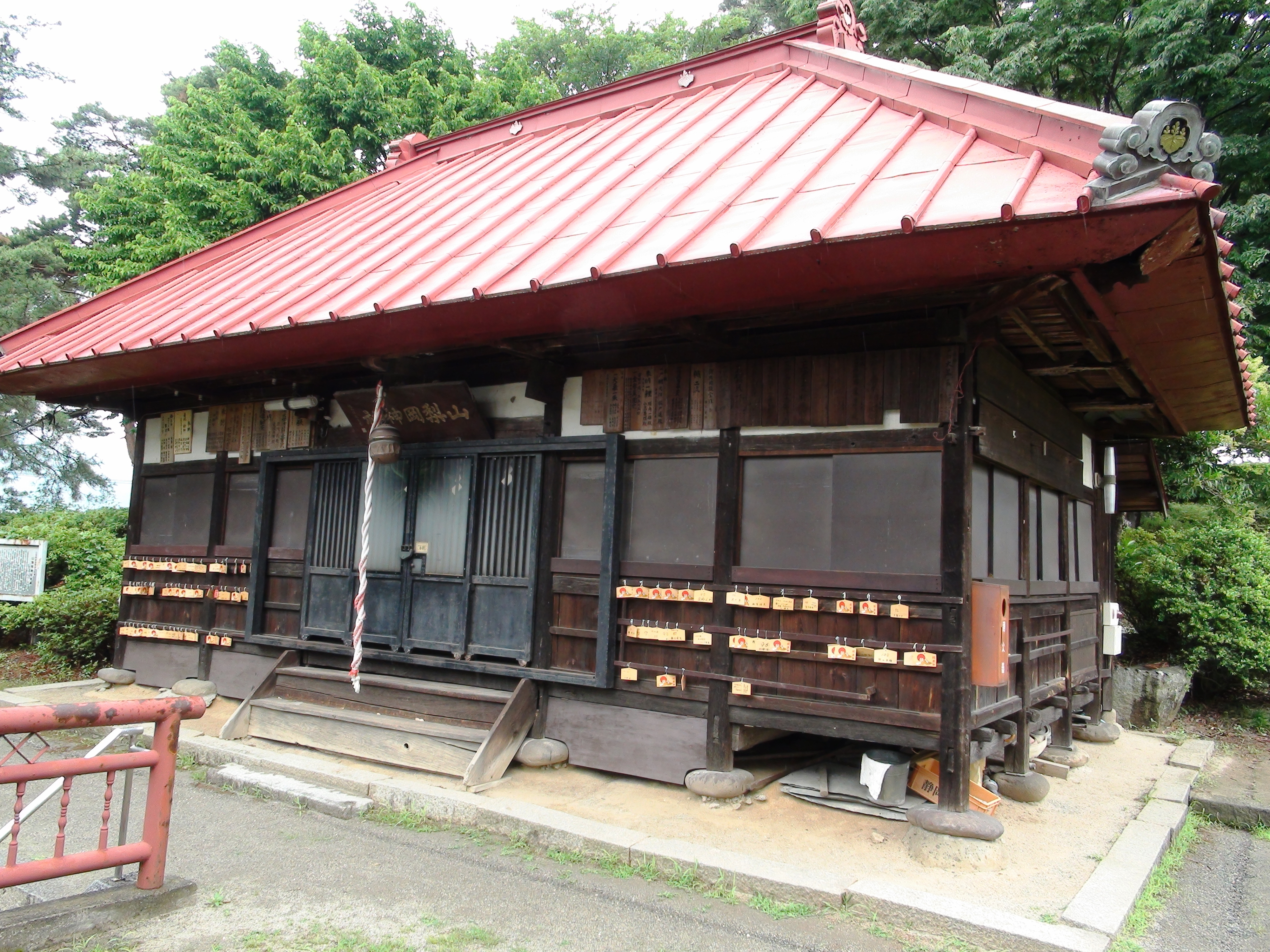
拝殿（2010年6月撮影）

山梨岡神社（やまなしおかじんじゃ）は、山梨県山梨市の神社である。式内社の「山梨岡神社」を主張する旧郷社。
鎮座地は「石森山」、「石森丘」と呼ばれる平地の中の小丘で、境内は狭いながらも松などの大樹や奇岩、怪石が密集し、躑躅の名所としても有名である。また、古く文人墨客から愛好され、岩にはそれぞれ趣のある名称が付けられている。

## 社名
付近が起伏に乏しいために「山無し」といっていたのを「山梨」に誤ったものとの俗説がある。なお、文化11年（1814年）の『甲斐国志』には当時の社名を「熊野権現」と記している。

## 祭神
伊弉冉尊、事解男命、速玉男命、国常立尊、大国主命、少彦名命の6柱を祀る。
天明7年（1787年）の『甲斐名勝志』や『甲斐国志』は、熊野権現と国立明神を併せ祀ると記しているが、伊弉冉尊以下の3柱が前者、国常立尊以下の3柱が後者にあたる。

## 由緒
社伝によれば、創祀年代は不明であるが日本武尊が東夷征伐の折に勧請したといい、一説に景行天皇41年（111年）日本武尊の創祀であるという。本殿の東には、日本武尊が腰を掛けたという御腰掛石がある。神護景雲2年（768年）坂上苅田丸が社殿を造営し、以来しばしば武将による造営がなされたと伝え、文治3年（1187年）には加賀美遠光も修造をし、往時は毎年弓祭りという神事も行われたという。
江戸時代には朱印地2石5斗余り、黒印地3石7斗余りを有し、明治6年（1873年）郷社に列した。

## 末社
- 天神社 - 日本武尊を祀り、上述の御腰掛石の頂に鎮座する。

他10社

## 社殿
本殿は2座相殿の二間社流造銅板葺。身舎は妻に懸魚（げぎょ）、板蟇股などを飾り、斗拱（ときょう）は拳鼻（こぶしばな）付きの出組、擬宝珠高欄付きの縁を持ち後方側面は脇障子とする。向拝（こうはい）は1間で、面取り角柱を立て、身舎との間は海老虹梁（えびこうりょう）で繋いでいる。細部の手法が装飾的で桃山時代の技法を残しており、昭和35年（1960年）11月7日に山梨県の有形文化財に指定された。また翌36年（1961年）の解体修理で、大斗（だいと）の裏から元禄16年（1703年）に修理したことを示す墨書が発見され、この時の造替にかかるものであることが判明、建立時期の明らかな遺構としても貴重である。

## 文化財
- 本殿（山梨県指定有形文化財）